# Strictly Come Dancing
Strictly Come Dancing è un programma televisivo britannico in onda dal maggio 2004 su BBC One.
In Italia ha preso il titolo di Ballando con le stelle ed è trasmesso da Rai 1.

## Format
Si tratta della versione originale di un format televisivo esportato in circa 40 Paesi che consiste di una competizione di ballo in cui una celebrità viene affiancata ad un ballerino o ad una ballerina professionista. Ogni coppia esegue un determinato tipo di ballo e concorre con le altre coppie, ottenendo una valutazione da 1 a 10 assegnata dai giudici del programma e i voti assegnati dal pubblico. La coppia che riceve il minor punteggio totale viene eliminata ogni puntata, fino a che non rimane una sola coppia, che viene quindi decretata come vincitrice.

## Storia
Il titolo del programma suggerisce una ripresa del programma Come Dancing, andato in onda dal 1950 al 1998 sulla BBC, e allo stesso tempo un'allusione al film Ballroom - Gara di ballo (Strictly Ballroom il titolo originale) del 1992.
La prima puntata della prima stagione è andata in onda il 15 maggio 2004. Esso viene trasmesso principalmente il sabato sera con alcune eccezioni. Nel corso degli anni Strictly Come Dancing è diventato un programma di punta della BBC One e in generale della cultura popolare televisiva britannica. Inoltre sono state prodotti altri undici eventi speciali natalizi, consecutivi dal 2004 in poi. Dal 2008 sono stati introdotti anche gli speciali di beneficenza.

## Spin-off
Su BBC Two, parallelamente al programma, dall'ottobre 2004, va in onda Strictly Come Dancing: It Takes Two, una sorta di approfondimento del programma principale con contenuti aggiuntivi, interviste ai partecipanti, video sugli allenamenti di ballo e altro.
Dal marzo 2005 al giugno 2006 è andato in onda, su BBC One, uno spin-off del programma intitolato Strictly Dance Fever e dedicato alla danza moderna.

## Conduttori
- Bruce Forsyth (conduttore stagioni 1-11)
- Tess Daly (conduttrice stagioni 1-in corso)
- Claudia Winkleman (conduttrice stagioni 12-in corso; conduttrice It Takes Two stagioni 2-7)
- Zoe Ball (co-conduttrice It Takes Two stagioni 9-18)
- Rylan Clark (co-conduttore It Takes Two stagioni 17-20)
- Janette Manrara (co-conduttrice It Takes Two stagioni 19-in corso)
- Fleur East (co-conduttrice It Takes Two stagioni 21-in corso)

## Giudici
- Craig Revel Horwood (stagioni 1-in corso)
- Bruno Tonioli (stagioni 1-17)
- Len Goodman (stagioni 1-14)
- Arlene Phillips (stagioni 1-6)
- Alesha Dixon (stagioni 7-9)
- Darcey Bussell (stagioni 10-16)
- Shirley Ballas (stagioni 15-in corso)
- Motsi Mabuse (stagioni 17-in corso)
- Anton Du Beke (stagioni 19-in corso)

## Edizioni
| Edizione | Inizio            | Fine             | Numero di coppie | Numero di settimane | Vincitori                            | Secondo posto                                                                                    | Terzo posto                       |
| 1        | 15 maggio 2004    | 3 luglio 2004    | 8                | 8                   | Natasha Kaplinsky & Brendan Cole     | Christopher Parker & Hanna Karttunen                                                             | /                                 |
| 2        | 23 ottobre 2004   | 11 dicembre 2004 | 10               | 8                   | Jill Halfpenny & Darren Bennett      | Denise Lewis & Ian Waite                                                                         | Julian Clary & Erin Boag          |
| 3        | 15 ottobre 2005   | 17 dicembre 2005 | 12               | 10                  | Darren Gough & Lilia Kopylova        | Colin Jackson & Erin Boag                                                                        | Zoë Ball & Ian Waite              |
| 4        | 7 ottobre 2006    | 23 dicembre 2006 | 14               | 12                  | Mark Ramprakash & Karen Hardy        | Matt Dawson & Lilia Kopylova                                                                     | /                                 |
| 5        | 6 ottobre 2007    | 22 dicembre 2007 | 14               | 12                  | Alesha Dixon & Matthew Cutler        | Matt Di Angelo & Flavia Cacace                                                                   | /                                 |
| 6        | 20 settembre 2008 | 20 dicembre 2008 | 16               | 14                  | Tom Chambers & Camilla Dallerup      | Rachel Stevens & Vincent Simone                                                                  | Lisa Snowdon & Brendan Cole       |
| 7        | 18 settembre 2009 | 19 dicembre 2009 | 16               | 14                  | Chris Hollins & Ola Jordan           | Ricky Whittle & Natalie Lowe                                                                     | /                                 |
| 8        | 1 ottobre 2010    | 18 dicembre 2010 | 14               | 12                  | Kara Tointon & Artem Chigvintsev     | Matt Baker & Aliona Vilani                                                                       | Pamela Stephenson & James Jordan  |
| 9        | 30 settembre 2011 | 17 dicembre 2011 | 14               | 12                  | Harry Judd & Aliona Vilani           | Chelsee Healey & Pasha Kovalev                                                                   | Jason Donovan & Kristina Rihanoff |
| 10       | 5 ottobre 2012    | 22 dicembre 2012 | 14               | 12                  | Louis Smith & Flavia Cacace          | Kimberley Walsh & Pasha Kovalev Denise Van Outen & James Jordan                                  | /                                 |
| 11       | 27 settembre 2013 | 21 dicembre 2013 | 15               | 13                  | Abbey Clancy & Aljaž Škorjanec       | Natalie Gumede & Artem Chigvintsev Susanna Reid & Kevin Clifton                                  | /                                 |
| 12       | 26 settembre 2014 | 20 dicembre 2014 | 15               | 13                  | Caroline Flack & Pasha Kovalev       | Frankie Bridge & Kevin Clifton Simon Webbe & Kristina Rihanoff                                   | /                                 |
| 13       | 25 settembre 2015 | 19 dicembre 2015 | 15               | 13                  | Jay McGuiness & Aliona Vilani        | Georgia May Foote & Giovanni Pernice Kellie Bright & Kevin Clifton                               | /                                 |
| 14       | 23 settembre 2016 | 17 dicembre 2016 | 15               | 13                  | Ore Oduba & Joanne Clifton           | Danny Mac & Oti Mabuse Louise Redknapp & Kevin Clifton                                           | /                                 |
| 15       | 23 settembre 2017 | 16 dicembre 2017 | 15               | 13                  | Joe McFadden & Katya Jones           | Alexandra Burke & Gorka Márquez Debbie McGee & Giovanni Pernice Gemma Atkinson & Aljaž Skorjanec | /                                 |
| 16       | 22 settembre 2018 | 15 dicembre 2018 | 15               | 13                  | Stacey Dooley & Kevin Clifton        | Ashley Roberts & Pasha Kovalev Faye Tozer & Giovanni Pernice Joe Sugg & Dianne Buswell           | /                                 |
| 17       | 21 settembre 2019 | 14 dicembre 2019 | 15               | 13                  | Kelvin Fletcher & Oti Mabuse         | Emma Barton & Anton Du Beke Karim Zeroual & Amy Dowden                                           | /                                 |
| 18       | 24 ottobre 2020   | 19 dicembre 2020 | 12               | 9                   | Bill Bailey & Oti Mabuse             | HRVY & Janette Manrara Jaime Laing & Karen Hauer Maisie Smith & Gorka Márquez                    | /                                 |
| 19       | 25 settembre 2021 | 18 dicembre 2021 | 15               | 13                  | Rose Ayling-Ellis & Giovanni Pernice | John Whaite & Johannes Radebe                                                                    | /                                 |
| 20       | 24 settembre 2022 | 17 dicembre 2022 | 15               | 13                  | Hamza Yassin & Jowita Przystał       | Fleur East & Vito Coppola Helen Skelton & Gorka Márquez Molly Rainford & Carlos Gu               | /                                 |
| 21       | 23 settembre 2023 | 16 dicembre 2023 | 15               | 13                  | Ellie Leach & Vito Coppola           | Layton Williams & Nikita Kuzmin Bobby Brazier & Dianne Buswell                                   | /                                 |
| 22       | 21 settembre 2024 | 14 dicembre 2024 | 15               | 13                  | Chris McCausland & Dianne Buswell    | Sarah Hadland & Vito Coppola JB Gill & Lauren Oakley Tasha Ghouri & Aljaž Škorjanec              | /                                 |

## Strictly Come Dancingnegli altri paesi
Esportato in oltre trenta paesi, il format BBC Strictly Come Dancing, vincitore di nove premi nel Regno Unito, tra cui il prestigioso BAFTA, è un grande successo mondiale.